# Classe Gepard (fregata)
La classe Gepard o Progetto 1166.1 (in cirillico: проекта 11661 Гепард, nome in codice NATO: Gepard) è una classe di fregate leggere multiruolo di fabbricazione russa ed in servizio attivo presso la Flottiglia del Caspio delle marine russa e vietnamita. Costruite dai cantieri Zelenodolsk ed entrate in servizio ad inizio anni 2000, sono unità con spiccate doti antisom, tanto da essere denominate MPK (Малые противолодочные корабли; traslitterato Malye Protivolodočnye Korabli), ovvero "piccole navi antisommergibile".
Simbolo della difficile ripresa delle attività cantieristiche russe post-URSS, hanno riscosso interesse tra le marine di paesi in via di sviluppo quali quella vietnamita e dello Sri Lanka.
Al 2021, 6 unità risultano in servizio ed 1 ordinata/in fase di costruzione.

## Sviluppo
Le Gepard sono state sviluppate probabilmente per il mercato dell'esportazione, anche se prestano servizio nella marina russa. La costruzione è stata intrapresa a Tatarstan, presso il cantiere di Zelondol'sk Zavod. I tempi sono stati piuttosto lunghi: infatti, la prima unità è stata completata nel 1995, ma a causa della cronica carenza di fondi della Russia post-sovietica è entrata in servizio solo nel 2002.
Sono state previste diverse versioni, a seconda del profilo di missione richiesto. In particolare, delle due unità oggi esistenti, pare che la seconda presenti delle differenze rispetto alla capoclasse: infatti, mentre la prima è costruita secondo il progetto base, la seconda è ottimizzata per svolgere soprattutto operazioni di pattugliamento e sorveglianza.

## Tecnica
Lo scafo di queste navi, diviso in dieci compartimenti stagni, è fatto in lega di acciaio a bassa traccia magnetica. Le Gepard sono progettate per essere in grado di proseguire la missione anche avendo due compartimenti adiacenti allagati. Le sovrastrutture, invece, sono costruite con una lega a base di alluminio, in modo da renderle resistenti all'azione dell'acqua marina.

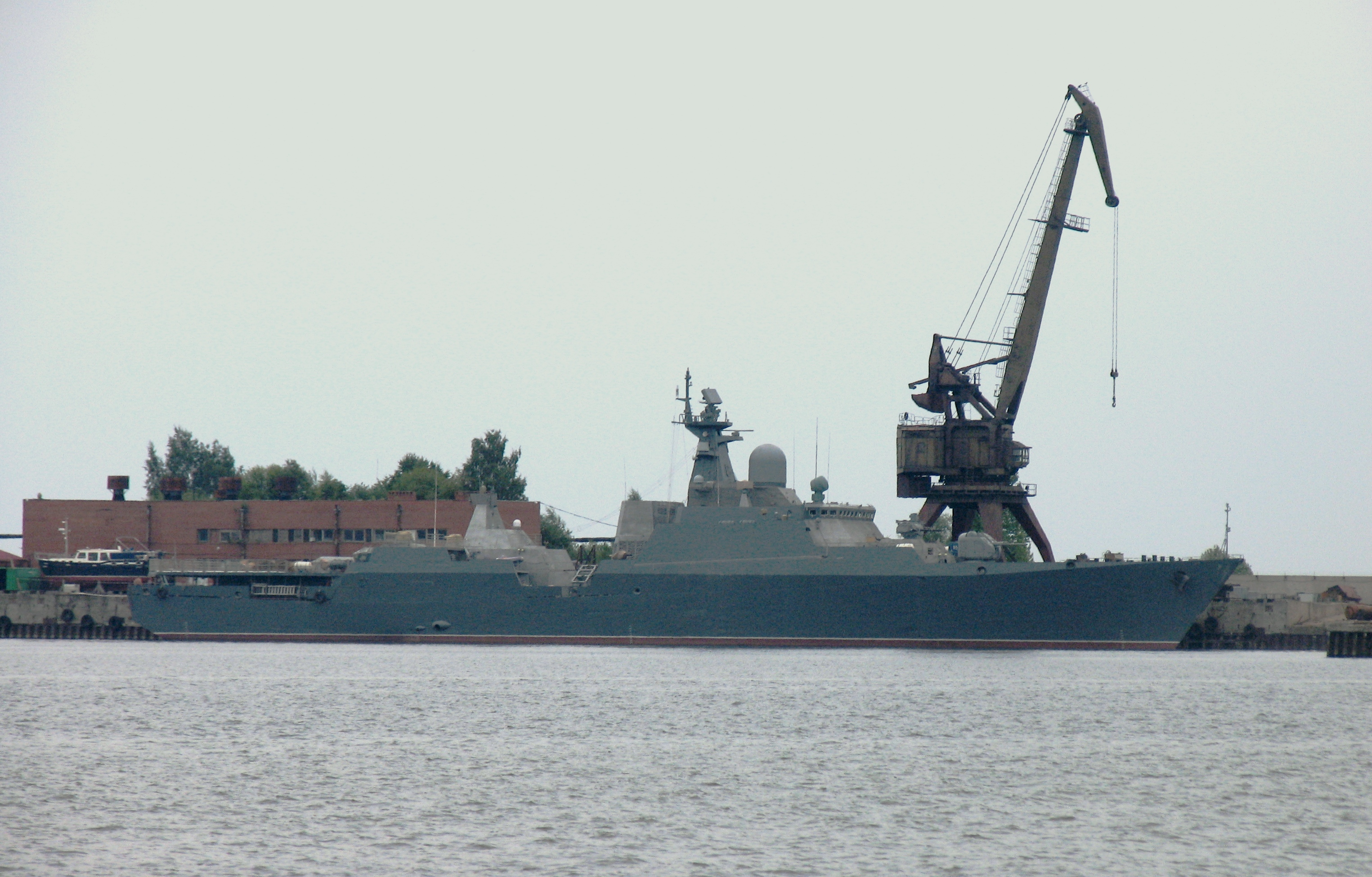
Una nave classe Gepard in costruzione (2010)

Le 1166 sono equipaggiate con un sistema di aria condizionata, in modo da ricreare a bordo delle condizioni di vita che siano il più possibile confortevoli per l'equipaggio. Il livello di rumorosità subacquea e le interferenze che agiscono sul sonar di bordo sono molto basse. Inoltre, grande attenzione è stata posta per la riduzione del livello dei campi elettromagnetici. Le Gepard sono provviste anche di una piazzola di atterraggio per elicotteri (Ka-28 o Ka-31) ed un hangar.

## Servizio
Come modalità di impiego, le Gepard si possono considerare i successori delle fregate classe Koni, Parchim e Grisha. Sono state progettate per attaccare non solo unità sottomarine e di superficie, ma anche bersagli in volo anche basso. Inoltre, possono svolgere missioni di pattugliamento dei confini marittimi.

## Unità
| Nome                            | Impostazione        | Varo                | Entrata in servizio | Flotta              | Stato               | Note                          |
| Voenno-morskoj flot             | Voenno-morskoj flot | Voenno-morskoj flot | Voenno-morskoj flot | Voenno-morskoj flot | Voenno-morskoj flot | Voenno-morskoj flot           |
| ------------------------------- | ------------------- | ------------------- | ------------------- | ------------------- | ------------------- | ----------------------------- |
| Tatartstan (ex-Yastreb)         | 05 maggio 1990      | 01 luglio 1993      | 31 agosto 2003      | del Caspio          | Attivo              |                               |
| Dagestan (ex-Albatross)         | 05 maggio 1990      | 01 aprile 2011      | 28 novembre 2012    | del Caspio          | Attivo              |                               |
| Marina dell'EPL                 |                     |                     |                     |                     |                     |                               |
| Dinh Tien Hoang                 | 10 luglio 2007      | 12 dicembre 2009    | 05 marzo 2011       | -                   | Attivo              |                               |
| Ly Thai To                      | 27 novembre 2007    | 16 marzo 2010       | 25 luglio 2011      | -                   | Attivo              |                               |
| Tran Hung Dao                   | 24 settembre 2013   | 27 aprile 2016      | 06 febbraio 2018    | -                   | Attivo              |                               |
| Quang Trung                     | 24 settembre 2013   | 26 maggio 2016      | 06 febbraio 2018    | -                   | Attivo              |                               |
| Marina militare dello Sri Lanka |                     |                     |                     |                     |                     |                               |
|                                 | 2018?               |                     |                     | -                   | Ordinata            | Acquistata nel settembre 2017 |

## Versioni da esportazione
La Classe Gepard è stata progettata per essere convertita in vari allestimenti. i russi hanno sviluppato cinque versioni destinate all'esportazione.
- Gepard 1: Versione con piattaforma di atterraggio per elicotteri senza hangar e prive di sonar a profondità variabile
- Gepard 2: Versione con piattaforma di atterraggio per elicotteri con hangar e prive sia di sonar a profondità variabile, sia di missili SA-N 4
- Gepard 3: Versione con larghezza incrementata di 13.8m e incremento del dislocamento a 2100 tonnellate a pieno carico; CIWS Kaštan al posto del sistema AK-630, piattaforma di atterraggio per elicotteri con hangar posto sopra l'alloggiamento per il sonar a profondità variabile.
- Gepard 4: Versione disarmata per Ricerca e salvataggio, predisposta per essere facilmente trasformata come unità da combattimento.
- Gepard 5: Versione con piattaforma di atterraggio per elicotteri senza hangar, autonomia incrementata a 6000 miglia a 10 nodi, velocità massima ridotta a 23 nodi e turbine a gas sostituite con due motori diesel da 8000 cavalli di potenza.

Il Vietnam ha ordinato due di queste unità modificate con il nome di Gepard 3.9 nel 2006, costruite in Russia e consegnate nel marzo e nell'agosto 2011. Nello stesso anno il Vietnam ha ordinato altre due unità della classe in versione antisommergibile. Due ulteriori fregate sono state ordinate nel 2014, portando il totale a sei.